# Дерево (теорія графів)
Де́рево в теорії графів — зв'язний граф без циклів.

Приклад дерева

Орієнтоване (спрямоване) дерево — ациклічний орграф (орієнтований граф, що не містить циклів) — той, в якому тільки одна вершина має нульову напівстепінь входу, а всі інші вершини мають напівстепінь входу 1. Вершина з нульовим степенем входу називається коренем дерева, вершини з нульовим напівстепенем виходу (з яких не виходить жодне ребро) називаються кінцевими вершинами або листям.
Формально дерево визначається як скінченна множина T одного або більше вузлів з наступними властивостями:
1. Існує один корінь дерева {\displaystyle T}.
2. Інші вузли (за винятком кореня) розподілені серед {\displaystyle M\geqslant 0} непересічних множин {\displaystyle T_{1},...,T_{m}} і кожна з множин є деревом; дерева {\displaystyle T_{1},...,T_{m}} називаються піддеревами даного кореня {\displaystyle T}.

## Характеристичні властивості
Найважливіші характеристичні властивості «дерева» висловлюються такими шістьма рівносильними одне одному висловленнями:
- {\displaystyle \varkappa (L)=1\,} та {\displaystyle \lambda (L)=0\,} (визначення «дерева»);
- {\displaystyle \lambda (L)=0\,} та {\displaystyle m(L)=n(L)-1\,};
- {\displaystyle \varkappa (L)=1\,} та {\displaystyle m(L)=n(L)-1\,};
- для довільної пари вершин x, y в L існує один і тільки один ланцюг, який з'єднує x та y;
- {\displaystyle \varkappa (L)=1\,}, але якщо із L видалити будь яке ребро, то для отриманого графу L− буде {\displaystyle \varkappa (L^{-})=2\,};
- {\displaystyle \lambda (L)=0\,}, але якщо до {\displaystyle L\,} додати будь яке ребро (не додаючи вершин), то у отриманого графу {\displaystyle L^{+}\,} буде {\displaystyle \lambda (L^{+})=1\,}.

Тут {\displaystyle L\,} — довільний граф, {\displaystyle n(L)\,} — кількість його вершин, {\displaystyle m(L)\,} — кількість ребер, {\displaystyle \varkappa (L)\,} — кількість компонент зв'язності, {\displaystyle \lambda (L)\,} — цикломатичне число.
Довільний граф без циклів часто називають лісом (оскільки кожна його складова — «дерево»). Ордерево, яке росте із x0, — це «дерево», в якому виділено одну вершину x0 («корінь»), а ребра орієнтовані таким чином, що всі ланцюги, які починаються в x0, є шляхами (тобто, їхні дуги орієнтовані в напряму обходу).

## Пов'язані визначення
Степінь вершини — кількість інцидентних їй ребер.
Кінцевий вузол (лист, термінальна вершина) — сайт зі ступенем 1 (тобто вузол, у який веде тільки одне ребро; у разі орієнтованого дерева — вузол, який веде тільки одна дуга і не виходить ні однієї дуги).
Вузол розгалуження — некінцевий вузол.
Рівень вузла — довжина шляху від кореня до вузла. Можна визначити рекурсивно:
рівень кореня дерева дорівнює 0;
рівень будь-якого іншого вузла на одиницю більше, ніж рівень кореня найближчого піддерева дерева, що містить цей сайт.
Дерево із позначеною вершиною називається кореневим деревом.
N-й ярус дерева — множина вузлів дерева, на n-ому рівні від кореня дерева.
Частковий порядок на вершинах: якщо вершини різні і вершина лежить на елементарному ланцюзі, що з'єднує корінь з вершиною кореневе дерево з коренем — підграф .
Кістякове дерево (остов) — це підграф даного графу, що містить всі його вершини і є деревом. Ребра графу, що не входять в остов, називаються хордами графу відносно остова.
Незведеним називається дерево, в якому немає вершин ступеня 2.
Ліс — множина дерев, або незв'язний граф без циклів.
Лінійний ліс — ліс, утворений з диз'юнктного об'єднання шляхів.

## Бінарне (двійкове) дерево
Термін бінарне дерево (воно ж двійкове дерево) має кілька значень:
- Неорієнтоване дерево, в якому ступені вершин не перевищують 3.
- Орієнтоване дерево, в якому вихідні ступені вершин (число вихідних ребер) не перевищують 2.
- Абстрактна структура даних, яка використовується в програмуванні. На двійковому дереві засновані такі структури даних, як бінарне дерево пошуку, двійкова купа, червоно-чорне дерево, АВЛ-дерево, фібоначчієва купа та ін.

## N-арні дерева
N-арні дерева визначаються за аналогією з двійковим деревом. Для них також є орієнтовані та неорієнтовані випадки, а також відповідні абстрактні структури даних.
- N-арне дерево (неорієнтоване) — це дерево звичайне (неорієнтоване), в якому ступені вершин не перевищують N+1.

- N-арне дерево (орієнтоване) — це орієнтоване дерево, в якому вихідні ступені вершин (число вихідних ребер) не перевершують N.

## Властивості
- Дерево не має кратних ребер та петель.
- Будь-яке дерево з {\displaystyle n} вершинами містить {\displaystyle n-1} ребер. Більш того, скінченний зв'язний граф є деревом, тоді і тільки тоді, коли {\displaystyle B-P=1}, де {\displaystyle B} — число вершин, {\displaystyle P}— число ребер графу.
- Граф є деревом, тоді і тільки тоді, коли будь-які дві різні його вершини можна з'єднати єдиним простим ланцюгом.
- Будь-яке дерево однозначно визначається відстанями (найменшою довжиною ланцюга) між його кінцевими (ступеня 1) вершинами.
- Будь-яке дерево є двочастковим графом. Будь-яке дерево, множина вершин якого не більше ніж рахункова, є планарним графом.
- Для будь-яких трьох вершин дерева шляхи між парами цих вершин мають одну спільну вершину.

## Підрахунок дерев
Кількість різних дерев, які можна побудувати на {\displaystyle n} нумерованих вершинах, згідно формули Келі дорівнює {\displaystyle n^{n-2}}.